# Baoding Tianma Automobile
Baoding Tianma Automobile Co. Ltd. ist ein Hersteller von Automobilen aus der Volksrepublik China.

## Unternehmensgeschichte
Zunächst gab es People’s Liberation Army Works No. 9506 bzw. Military Factory No. 87491 Military Plant No. 9506 bzw. People’s Liberation Army Factory No. 9506 in Baoding.
1994 erfolgte die Umbenennung in Tianma Auto Works bzw. Baoding Tianma Automobile Plant bzw. Baoding Tianma Auto Works.
2002 fand die nächste Umbenennung in Baoding Automobile Co. bzw. Tianma Automobile Co. Ltd. statt. 2008 lautete die Firmierung Baoding Tianma Automobile Co. Ltd.
Das erste Unternehmen begann 1987 oder 1995 mit der Produktion von Automobilen. Der Markenname lautet Tianma. Laut einer Quelle endete 1998 die Produktion zunächst. Allerdings sind Produktionszahlen für die Jahre ab 2000 bekannt.
Die Fahrzeuge wurden zumindest in der Vergangenheit nach Tschechien, Russland, Saudi-Arabien, Kuwait und in die Vereinigten Arabischen Emirate exportiert.

## Fahrzeuge
Zunächst entstanden Geländewagen als Kombis und Pick-ups. Die Basis bildete ein Fahrgestell von Beijing Automobile Works.
In den 1990er Jahren standen die SUV KZ 6430 X, KZ 6490 X, KZ 5030 XH, KZ 6491 X, KZ 6492 X, KZ 6493 und KZ 6493 Y sowie die Pick-ups KZ 1020 S, KZ 1020 SY und KZ 1030 KH im Angebot.
Außerdem ist für die Zeit von 1995 bis 1998 ein Kleinwagen genannt, der einen Motor namens 376 Q hatte.
Zu Beginn der 2000er Jahre erschien das siebensitzige SUV Fengchi, das 2004 überarbeitet wurde, in den Versionen KZ 6490 E, dessen Motor aus 2200 cm³ Hubraum 103 PS leistete, und KZ 6490 C, dessen Dieselmotor aus 2700 cm³ Hubraum mit Hilfe eines Turboladers 78 PS leistete. Ende 2004 ergänzte die Varianten KZ 6485 E mit 2200 cm³ Hubraum und 103 PS sowie KZ 6485 EA das Sortiment, wobei der letztgenannte wahlweise einen Motor mit 2350 cm³ Hubraum und 125 PS bis 129 PS oder einen Turbodieselmotor mit 2700 cm³ Hubraum und 63 PS oder 78 PS hatte.
Im Juni 2005 kam das SUV Junshi dazu.
Daneben gab es 2005 die fünfsitzigen Pick-ups Fengling, dessen Front dem Fengrui ähnelte, Chenglong mit einer Ähnlichkeit zum Isuzu D-Max und Taxo, der dem Toyota Hilux ähnelte, sowie den zweisitzigen Pick-up Yuhu.
2005 wurde das SUV Junchi eingeführt, und 2006 das kleinere SUV Hero.
2008 basierte das SUV Fengchi auf einem Fahrgestell von der Hebei Zhongxing Automobile Company.
Für 2008 ist auch das SUV Fengrui überliefert.

## Modellübersicht 2016
Der Autokatalog des Modelljahrs 2016 listet die SUV-Modelle Hero, Junchi, Fengrui und Fengchi.
| Modell      | Radstand mm | Länge mm | Breite mm | Höhe mm | Motorenart  | Hubraum cm³ | Leistung kW |
| ----------- | ----------- | -------- | --------- | ------- | ----------- | ----------- | ----------- |
| Hero 2.4    | 2720        | 4620     | 4885      | 1825    | Ottomotor   | 2351        | 92          |
| Hero 2.8    | 2720        | 4620     | 4885      | 1825    | Dieselmotor | 2771        | 70          |
| Junchi 2.2  | 2760        | 4830     | 1740      | 1865    | Ottomotor   | 2237        | 76          |
| Junchi 2.8  | 2760        | 4830     | 1740      | 1865    | Dieselmotor | 2771        | 67          |
| Fengrui 2.4 | 2760        | 4870     | 1730      | 1840    | Ottomotor   | 2351        | 92          |
| Fengrui 2.2 | 2760        | 4870     | 1785      | 1780    | Ottomotor   | 2237        | 75          |
| Fengchi 2.2 | 3025        | 5150     | 1820      | 1870    | Ottomotor   | 2237        | 76          |
| Fengchi 2.8 | 3025        | 5150     | 1820      | 1870    | Dieselmotor | 2771        | 67          |

## Produktionszahlen
| Jahr | Produktionszahl | Quelle |
| ---- | --------------- | ------ |
| 2000 | 200             | [ 2 ]  |
| 2001 | 100             | [ 2 ]  |
| 2002 | 500             | [ 2 ]  |
| 2003 | 4.966           | [ 2 ]  |
| 2005 | 7.649           | [ 3 ]  |
| 2006 | 10.310          | [ 3 ]  |
| 2007 | 11.000          | [ 3 ]  |